# Reserva ecológica Mache-Chindul
La Reserva Ecológica Mache-Chindul (REMCH)se localiza al suroccidente de la provincia de Esmeraldas y al norte de Manabí, en las montañas del mismo nombre, que representan la extensión norte de la cordillera de la Costa. Abarca más de 119.000 ha y comprende la cuenca alta del río Bilsa, pocos kilómetros al este de San José de Bilsa (al sur de la ciudad de Muisne), y muy cerca a la línea de costa.
La Reserva Ecológica Mache-Chindul es una reserva estatal creada en agosto de 1996. Además, en el área se incluye la Estación Biológica Bilsa, un área protegida privadamente desde 1994 por la Fundación Jatun Sacha, que cubre alrededor de 3.000 ha. La laguna de Cube (113 ha), que está dentro del área de la Reserva, fue declarada sitio Ramsar por la UNESCO en el año 2002.

## Accesibilidad
En general, todos los accesos actuales a la Reserva son muy difíciles, y sus estados dependen también del período de lluvias, que pueden llegar hasta imposibilitar la entrada durante la estación invernal (de enero a junio).

## Características
Aunque está físicamente aislada de los Andes, la Reserva posee especies que también se encuentran en los bosques nublados andinos de mayor altitud, aproximadamente 100 km al este de Mache Chindul, así como especies endémicas del Chocó. Dentro de la Reserva se incluye una gran extensión de los últimos bosques maduros muy húmedos tropicales de la costa, junto con algunos bosques secundarios adyacentes y áreas en regeneración.
En los alrededores de Mache-Chindul hay tierras agrícolas (cultivo de caña de azúcar principalmente), así como pastizales para ganado vacuno. En las partes bajas y estribaciones de la cordillera hay bosque tropical semejante a aquel encontrado en otras áreas del Chocó, en especial hacia la base de los Andes. En la parte alta de la cordillera el bosque es más húmedo y tiene características de selva nublada por la constante presencia de neblina proveniente del mar.

## Flora
La flora en esta localidad es muy diversa y semejante en composición a aquella encontrada en otras localidades del Chocó. Estudios de la flora de la Estación Biológica Bilsa han encontrado más de 1.100 especies de plantas vasculares, incluyendo algunas endémicas de estas montañas y además algunas descritas recientemente.
Características notables de la flora, son la escasez de árboles dispersados por el viento y la dominancia de trepadoras hemiepífitas sobre las lianas. Algunos árboles comunes fueron Virola dixonii, Quararibea soegenii, Coussapoa eggersi y Symphonia globulifera. En 1991 aún existían importantes remanentes de bosque con grandes árboles maderables, pero la deforestación, aunque todavía era incipiente, ya estaba en pleno desarrollo.

## Fauna

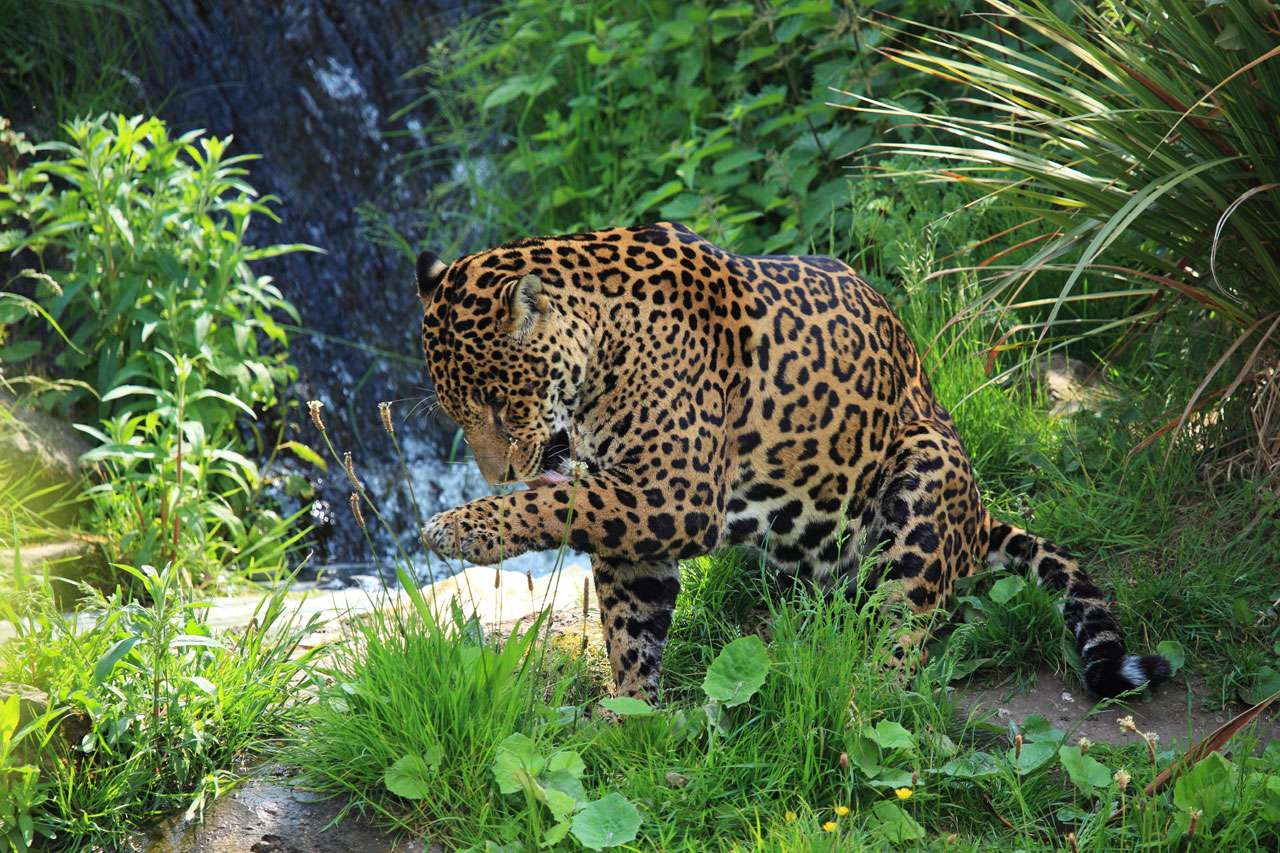
El jaguar (Panthera onca), un felino raramente encontrado en la Reserva.

En cuanto a la fauna, en Cabeceras de Bilsa se han registrado algunos quirópteros típicos de bosques prístinos como el murciélago frutero pequeño (Rhinophylla alethina) y el murciélago de nariz peluda (Mimon crenulatum), además de otros mamíferos menores como el armadillo de cola desnuda (Cabassous centralis) y el perezoso bayo (Bradypus variegatus). La herpetofauna, por su parte, estuvo representada por 17 especies de anuros y 21 especies de reptiles. Entre éstas, destacan cinco especies del género Anolis (camaleones americanos), dos especies del género Tantilla (serpientes no venenosas), diez especies del género Eleutherodactylus (coquíes), Ctenophryne aterrima (rana hocicuda negra) y Ameerega erythromos (rana venenosa de Palenque). Entre la fauna registrada en Bilsa también se incluyen varios mamíferos grandes y actualmente raros en el occidente del Ecuador, como el jaguar (Panthera onca), el oso hormiguero gigante (Myrmecophaga tridactyla), el capuchino de frente blanca (Cebus albifrons) y el mono aullador negro (Alouatta palliata), que es frecuente en la Reserva.
La diversidad de aves en esta Reserva Ecológica no se ha estimado con precisión ya que es poco lo que se conoce sobre ella. En Cabeceras de Bilsa se reportaron más de 170 especies en los estudios realizados en 1991, mientras que, en la Estación Biológica Bilsa se registraron más de 250 especies y aún existen algunas áreas poco exploradas. La Reserva alberga importantes poblaciones de especies amenazadas a nivel global y endémicas del Chocó, como el cuco terrestre escamado (Neomorphus radiolosus) y el toropisco amazónico (Cephalopterus penduliger). Aunque los bosques son bastante húmedos, también hay algunas especies endémicas de Tumbes, como el busardo dorsigrís (Leucopternis occidentalis). Además, contiene poblaciones aisladas de algunas especies típicas de los Andes, varios kilómetros hacia el este.